# Zsuzsanna Vörös
Zsuzsanna Vörös (Székesfehérvár, 4 de maio de 1977) é uma ex-atleta húngara, campeã olímpica e multicampeã mundial do pentatlo moderno.
Depois de uma primeira participação olímpica frustrada em Sydney 2000, quando era a então campeã mundial, ficando apenas em 15º lugar, conquistou a medalha de ouro da modalidade em Atenas 2004, tornando-se a segunda campeã olímpica do pentatlo feminino, e venceu por seis vezes o campeonato mundial, três vezes no individual (1999-2003-2004) e três vezes por equipes e revezamento. Entre Jogos Olímpicos, campeonatos mundiais e campeonatos europeus, tem um total de 30 medalhas, 13 delas de ouro.
Zsuzsanna foi condecorada com a Cruz de Cavaleiro da Ordem do Mérito da República da Hungria (A Magyar Érdemrend tisztikeresztje) pelo governo húngaro em 2004 e eleita Atleta Feminina do Ano na Hungria em 2005.
Após encerrar sua carreira no pentatlo, tornou-se técnica e diretora do departamento de pentatlo moderno do clube Alba Volán SC, integrante do Comitê Olímpico Húngaro, e em 2013 foi eleita vice-presidente da Federação Húngara de Pentatlo Moderno.